# Sword of Sodan
Sword of Sodan est un jeu vidéo d'action développé par Søren Grønbech et Torben Bakager Larsen et édité par Discovery en 1988 sur Amiga. Il a été adapté sur Mega Drive en 1990.

## Système de jeu
Le jeu est assez simple à prendre en main, il faut avancer dans un écran en tuant les ennemis qui arrivent.
On peut utiliser différents coups pour venir à bout des ennemis, notamment le coup accroupi qui est le plus
utilisé car il a une meilleure portée. Ce jeu présente un système de potion, on récupère plusieurs potions
qui donnent différents résultats en les combinant. Le joueur a le choix entre deux personnages, une femme ou un homme qui ont 
exactement les mêmes caractéristiques (énergie, agilité, rapidités).

## Accueil
La version Amiga fut saluée dans de nombreuses rédactions, principalement pour ses qualités esthétiques indéniables. La grandeur des personnages impressionna particulièrement que ce soit, avec lors de certaines scènes un plaisant défilement en parallaxe du décor. Le jeu reçut par ailleurs un Gen Hit du mois lors du test dans le magazine n°9 de février/mars 1989.
La version sur Mega Drive, éditée en 1990, correspond à un portage de très mauvaise qualité de la version originale publié pour l'Amiga en 1989. La version Mega Drive est connue pour sa très faible jouabilité, ses graphismes atroces, sa musique inexistante, sa gestion des collisions et hitbox bâclée et ses bruitages risibles. Très peu de personnes ont eu la patience et les capacités pour atteindre la fin du jeu, bien qu'une exploitation judicieuse des bugs permette malgré tout d'en voir le bout. À part ses qualités techniques limitées, Sword of Sodan sur Mega Drive est aussi connu pour son contenu extrêmement violent selon les normes de l'époque et pour ses avertissements in-game presque comiques (ex : l'avertissement "watch for spikes" s'affichant quand le chemin est parsemé de manière évidente de piques sortant du sol ou un bruit sourd indiquant que le boss final n'a presque plus de vie).
Le 12 janvier 2010, le Youtubeur Joueur du grenier a sorti une vidéo sur la version Mega Drive de Sword of Sodan, il a énoncé les critiques sus-nommées sur cette version du jeu.

## Équipe de développement
- Programmation : Søren Grønbech
- Graphismes : Torben Bakager Larsen
- Musique : Julian LeFay